# 公益信託
公益信託（こうえきしんたく）は、受益者の定めのない信託のうち、学術、技芸、慈善、祭祀、宗教その他公益を目的とするもので主務官庁による引受けの許可を受けたものをいう（「公益信託ニ関スル法律」第1条）。
公益信託においては、委託者（財産を提供する人）が受託者（信託会社など）に財産の運用を委託し、公益目的を達成させるものである。財産をもって公益を達成させようとする点では財団法人と似るが、財団法人は永続を目指し、運営のための事務職員を要するなどの体制が必要であるのに対し、公益信託は、財産の処分をもって信託を終了させることを得、また受託者である私企業に運営を任せることができるのが特徴である。
総務省の報道資料によれば、平成20年12月1日現在の公益信託の信託数は564件、平成20年3月末現在の信託財産は約695億円である。また、信託目的では、奨学金支給、教育振興、自然科学研究助成、国際協力・国際交流促進が主である。
個人が公益活動のために財産を提供しようという場合や、法人が利益の一部を社会に還元しようという場合などに公益のために小特定多数に助成することを目的としたトラスト基金であるので、銀行に財産を託し、その信託銀行はあらかじめ定められた公益目的にしたがってその財産を管理・運用する。公益活動を行う制度として幅広い分野で活用されているが、近年まちづくりの分野にも用いられている。日本では1992年「世田谷まちづくりセンター」が皮切りとされ、住民による自発的なまちづくり活動に支援が行われている。